# Koeleria altaica
Koeleria altaica là một loài thực vật có hoa trong họ Hòa thảo. Loài này được (Domin) Krylov mô tả khoa học đầu tiên năm 1928.